# Ballooning (Virtualisierung)
Ballooning ist eine Technik der Virtualisierung, um die Belegung von ungenutztem Arbeitsspeicher durch virtuelle Maschinen zu vermeiden und eine Überbuchung zu ermöglichen. Dazu wird in der virtuellen Maschine ein „balloon driver“ geladen, welcher ungenutzten Speicher vom Betriebssystem anfordert und diesen für sich reserviert, so dass er anderen Prozessen nicht mehr zur Verfügung steht. Allerdings wird der diesem Bereich zugewiesene Speicher dann nicht innerhalb der virtuellen Maschine genutzt, sondern vom Hypervisor auf dem Host-System freigegeben, wo er dann anderen Prozessen oder virtuellen Maschinen zur Verfügung steht. Je nach Speicheranforderung der VM kann der „Ballon“ dynamisch aufgeblasen oder geleert werden, und dadurch Speicher zwischen VM und Host-System hin und her gereicht werden.